# Critical Mass (Gruppe)
Critical Mass ist eine niederländische Dance/Happy-Hardcore-Gruppe. Sie wurde Mitte der 90er von Ed Bout and Dave Hasselaar auf Initiative von ID&T gegründet. Später kamen die Sängerin Ludmilla Odijk und der Rapper MC Energy hinzu. Ihren ersten Hit landete sie 1995 mit Dancin' Together, es folgten Burnin' Love, Believe In The Future und Happy Generation ein Jahr darauf. Diese und weitere Singles wurden auch auf Thunderdome-Samplern veröffentlicht.